# Ternberg
Ternberg je městys v rakouské spolkové zemi Horní Rakousy, v okrese Steyr-venkov.
V roce 2012 zde žilo 3 300 obyvatel.